# کاستندولو
کاستندولو (به ایتالیایی: Castenedolo) یک کومونه در ایتالیا است که در استان برشا واقع شده‌است. کاستندولو ۲۶ کیلومتر مربع مساحت و ۱۱٬۳۴۲ نفر جمعیت دارد و ۱۵۰ متر بالاتر از سطح دریا واقع شده‌است.

## خواهرخوانده
شهر گراداچاتس خواهرخواندهٔ کاستندولو هست.